# Peteria
Genre
Peteria est un genre de plantes à fleurs dicotylédones de la famille des Fabaceae, sous-famille des Faboideae, originaire d'Amérique du Nord, qui comprend quatre espèces acceptées.

## Étymologie
Le nom générique, « Peteria », est un hommage à Robert Peter (1805-1894), géologue américain d'origine anglaise

## Liste d'espèces
Selon The Plant List (25 novembre 2018) :
- Peteria glandulosa (S.Watson) Rydb.
- Peteria pinetorum C.L.Porter
- Peteria scoparia A.Gray
- Peteria thompsoniae S.Watson